# Вилар-ду-Торну-и-Алентен
Вилар-ду-Торну-и-Алентен (порт. Vilar do Torno e Alentém)  —  населённый пункт и район в Португалии,  входит в округ Порту. Является составной частью муниципалитета  Лозада. По старому административному делению входил в провинцию Дору-Литорал. Входит в экономико-статистический  субрегион Тамега, который входит в Северный регион. Население составляет 1447 человек на 2001 год. Занимает площадь 4,57 км².